# V-Cube 8

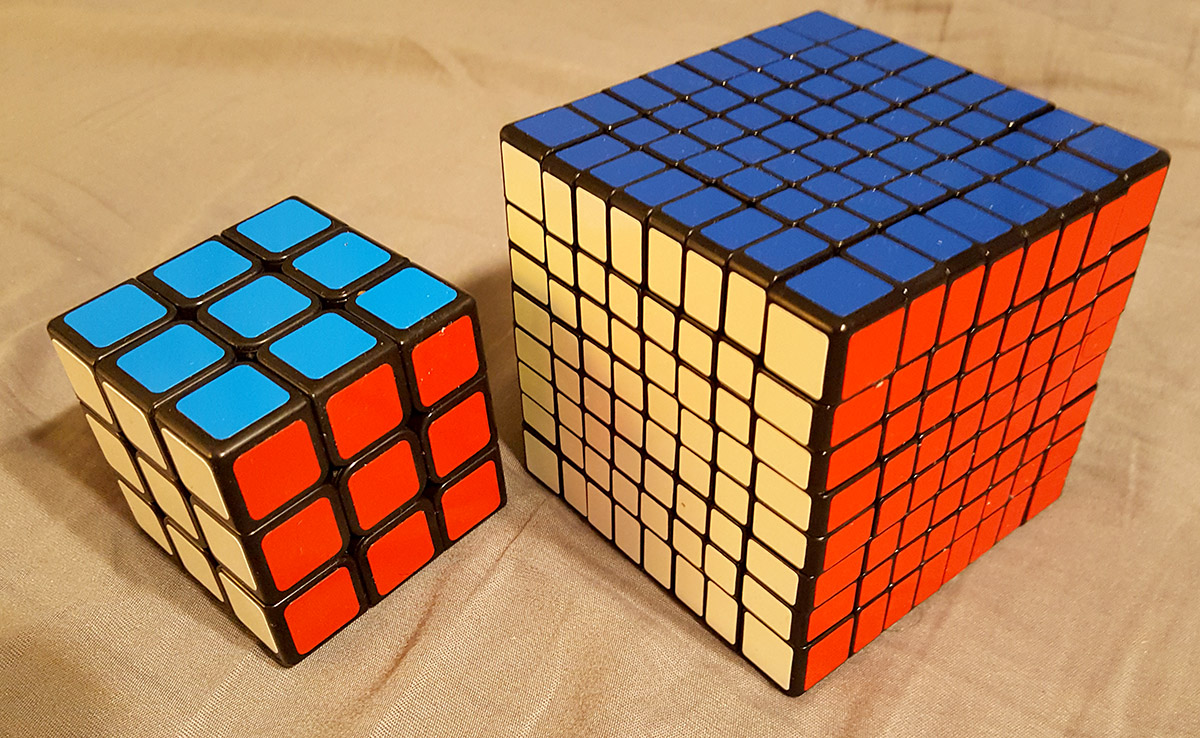
Shengshou8×8×8と3×3×3の比較

V-Cube 8は、ルービックキューブの8×8×8バージョン。元のルービックキューブとは異なり（ただし、 4×4×4および6×6×6のキューブとは同様に）、固定ファセットはない。面ごとに36個存在する中央のファセットは自由に様々な位置に移動させることが可能である。このデザインは2007年からPanagiotisVerdesの特許でカバーされていたが 、Verdes InnovationsSAが販売用に製造を開始したのは2014年になってのことであった。その他の8×8×8キューブは、中国企業のQiYi、Cyclone Boys、ShengShou、MoYu、YuXinによって製造されている。
隠れている部分もカウントしたキューブの数は512個である。